# Balanophyllia malouiensis
Balanophyllia malouiensis är en korallart som beskrevs av Squires 1961. Balanophyllia malouiensis ingår i släktet Balanophyllia och familjen Dendrophylliidae.
Artens utbredningsområde är Södra Ishavet. Inga underarter finns listade i Catalogue of Life.